# Prisencolinensinainciusol
Prisencolinensinainciusol è un brano musicale di Adriano Celentano del 1972. Questo brano si caratterizza per il testo volutamente incomprensibile e le sonorità che anticipano il rap e l'hip hop.

## Composizione
Prisencolinensinainciusol è una novelty rock and roll con una ritmica martellante e inusuale, caratterizzata da un groove in mi bemolle di basso e batteria, e un riff nella sezione fiati. Oltre a essere una delle prime canzoni popular a presentare un loop, Prisencolinensinainciusol ha molti elementi in comune con diversi stili musicali, tra cui la disco music, l'afrobeat e la musica house e richiama lo stile scat del jazz. Molti sostengono che si tratti anche di anticipatrice del rap; a detta di alcuni, tra cui lo stesso Celentano, la traccia sarebbe anzi il primo esempio del genere.
Il testo, che, stando a quanto riporta un'intervista fatta a Celentano, venne da lui improvvisato su una sua melodia in loop, è cantato in una lingua inventata simile a un grammelot che richiama l'inglese e gioca su suoni stereotipati di film e canzoni rock americane (frequente il ricorso nel testo al verso ol rait, uguale come suono all'inglese all right, lett. "(va) tutto bene"). Secondo le intenzioni del cantante, il testo rappresenterebbe «la ribellione alle convenzioni. Anche musicali». Questo tipo di uso della parola, l'esprimersi in una lingua che chi ascolta non può conoscere, è conosciuto come glossolalia. Ciò nonostante molti tentarono di trovare una traduzione al testo del brano, arrivando a pensare si trattasse di un insieme di varie lingue.

Secondo le parole del cantante, il brano tratta il tema dell'"incapacità di comunicare", aspetto ribadito sulla citazione riportata sul retro di copertina del 45 giri omonimo:

## Pubblicazione
Prisencolinensinainciusol venne inizialmente pubblicata sul relativo singolo del 1972 con lato B Disc Jockey e nell'album Nostalrock del 1973. 
Nel 1973 fu utilizzata come sigla del programma radiofonico Gran varietà. Nella primavera del 1974 il brano fu nuovamente lanciato da Celentano in due trasmissioni di successo: Formula due (nel quale Celentano, nelle vesti di un professore, canta il brano alle proprie alunne) e Milleluci, in cui Celentano si esibisce insieme a Raffaella Carrà.
Venne ripubblicata nell'album Quel punto (1994) col titolo alternativo Il seme del rap. La traccia compare anche in Adriano Live (2012), che documenta i concerti di Celentano all'Arena di Verona.

## Accoglienza
Prisencolinensinainciusol ebbe subito riscontri positivi nelle Fiandre (quarta posizione), nei Paesi Bassi (quinta posizione), in Francia (sesta posizione), in Germania e negli Stati Uniti (ottantaseiesimo posto) ma non in Italia. Fu grazie all'esibizione del 1974 con Raffaella Carrà che il singolo riuscì a raggiungere la quinta posizione dei singoli più venduti in Italia. A fine anno fu il quattordicesimo singolo più venduto in Italia.
La traccia venne riscoperta in più occasioni negli anni seguenti. Nel dicembre 2009 Cory Doctorow rinnovò la popolarità della traccia parlandone nel suo blog Boing Boing. Secondo le sue parole, Prisencolinensinainciusol racchiude il «fascino dello slang finto-anglofono».
Nel titolo di un articolo di Far Out viene definita "la canzone più divertente di tutti i tempi".

## Nella cultura di massa
Nel 2016, durante la cerimonia di chiusura dei giochi olimpici di Rio de Janeiro, un atleta panamense espose un cartello con un omaggio alla canzone e all'amore universale.
La canzone è utilizzata nel primo episodio della terza stagione della serie TV statunitense Fargo, intitolato "The Law of Vacant Places", trasmesso per la prima volta il 19 aprile 2017 su FX; in Italia, l'episodio è stato trasmesso l'8 maggio su Sky Atlantic. La traccia accompagna una scena in cui i protagonisti Ray e Nikki fanno il loro ingresso trionfale al torneo di bridge, enfatizzando il loro atteggiamento sicuro e ambizioso. La scelta di questa canzone, con il suo stile funky e il testo volutamente incomprensibile, aggiunge un tocco surreale e ironico alla sequenza.

## Cover e remix
Alessia Gioffi incise una cover di Prisencolinensinainciusol per la compilation Non è la Rai gran finale (1995). Seguì una rivisitazione dei chicagoani Tub Ring (2017).
Diversi artisti e disc jockey hanno realizzato dei remix di Prisencolinensinainciusol. Si segnalano quelli di Mario Fargetta (in Superbest, 1992), gli Alex Party (1995), Scatman John (in Alla Corte del ReMix, 1995). Nel 2016, Celentano incluse nell'album Le migliori con Mina un remix prodotto da Benny Benassi. Nel remix Mina canta alcuni pezzi del brano. Per questa versione venne anche prodotto un video girato in varie aree di Milano con protagonista il ballerino Roberto Bolle.
La canzone è stata utilizzata poi nella pubblicità della compagnia aerea Easy Jet.